# Вулиця Баштова (Краків)

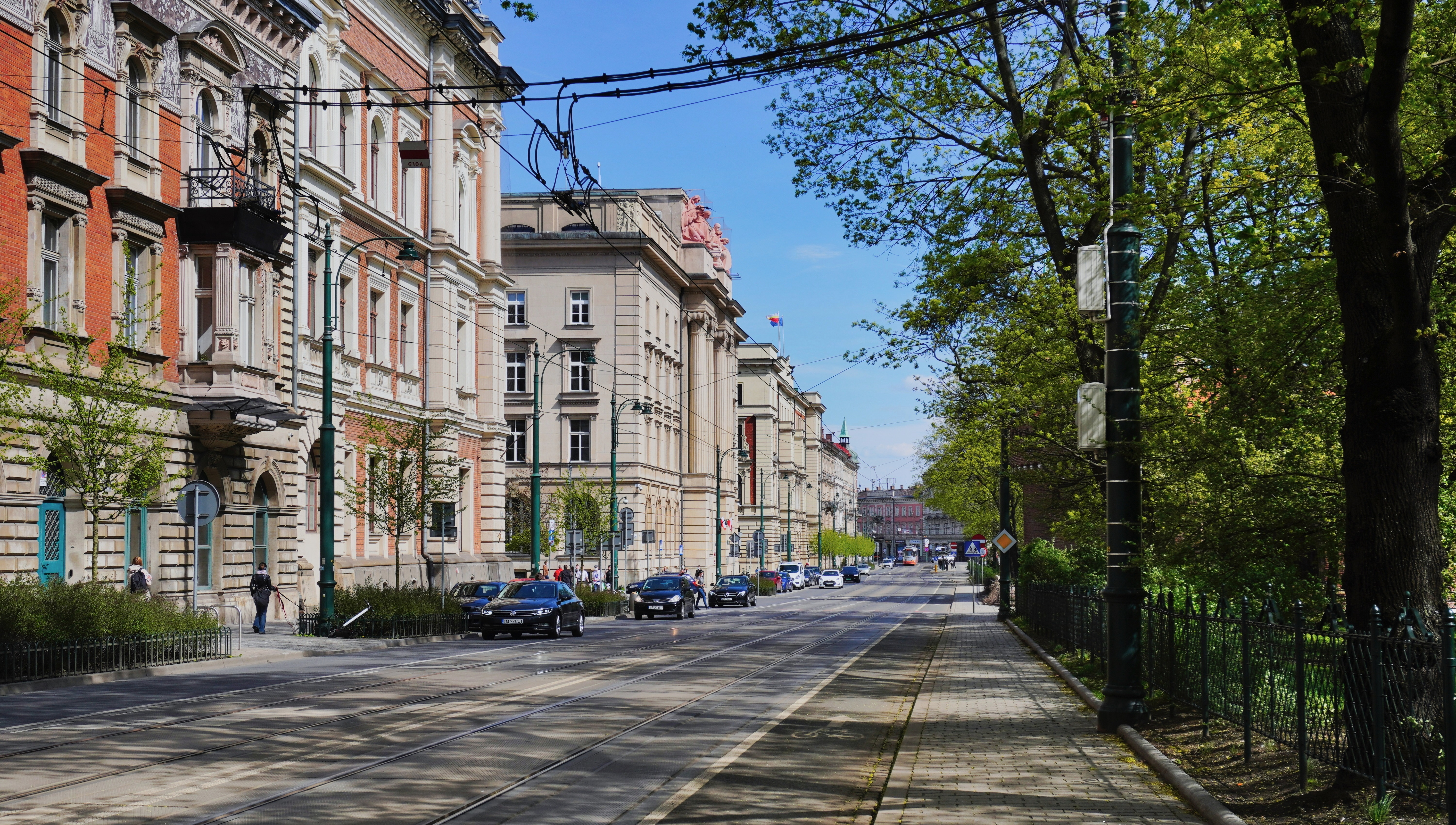
Вид зі Старого Клепажа на схід.

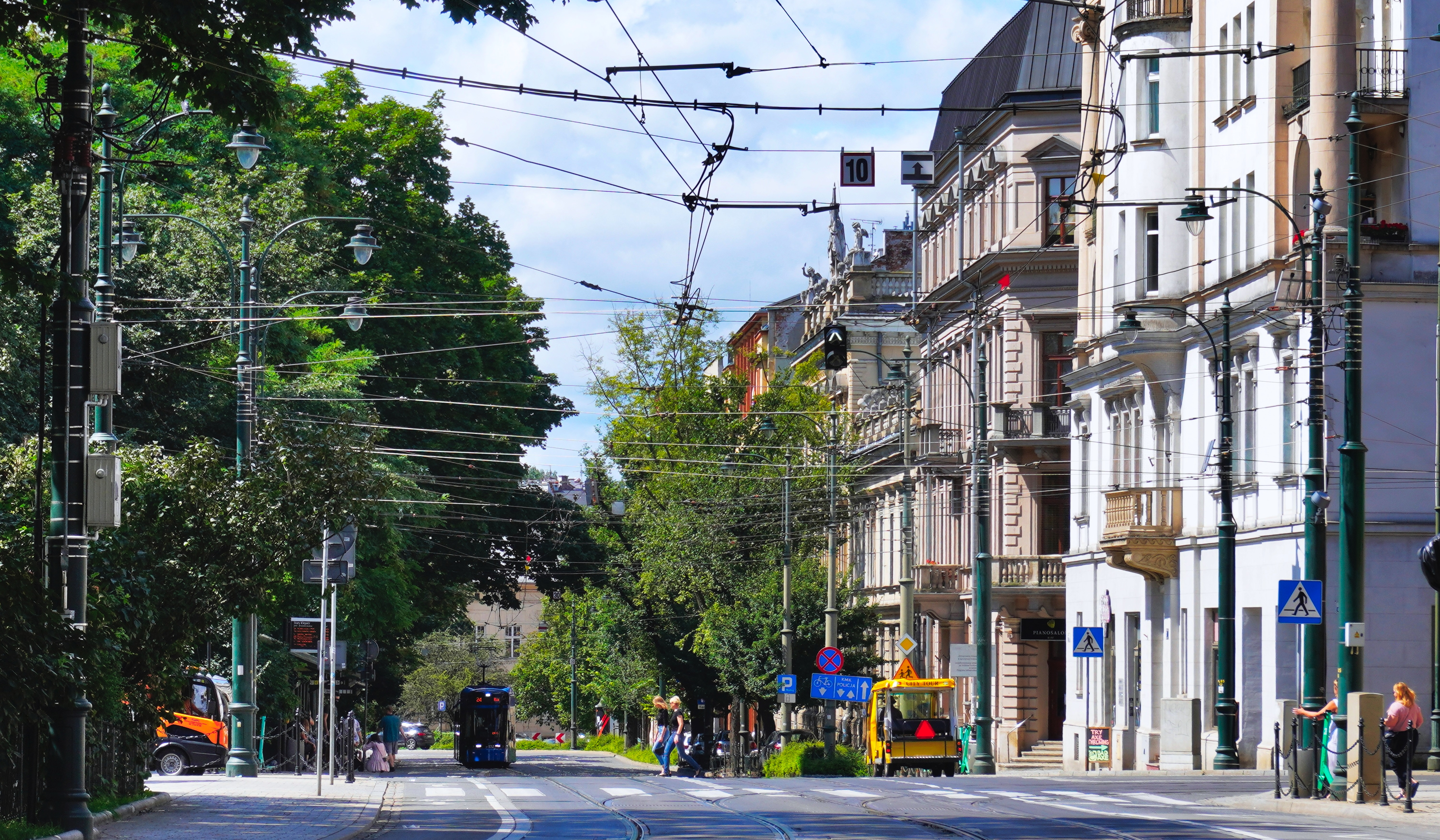
Вид зі Старого Клепажа на захід.

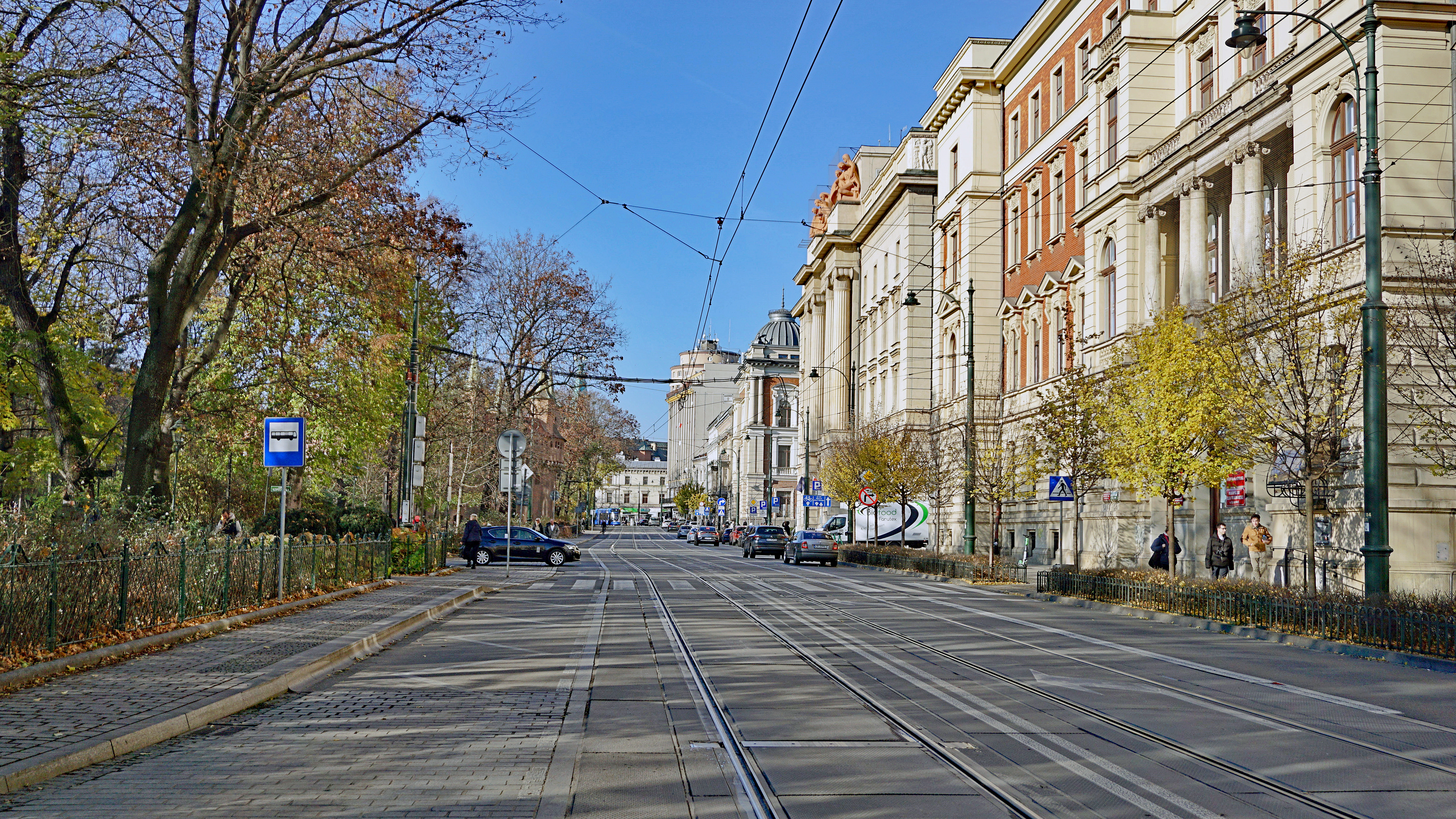
Вид на захід

Вулиця Баштова (пол. Ulica Basztowa) — вулиця в Кракові, в дільниці I Старе місто. Є частиною I кільцевої дороги. Західний кінець — перехрестя з вулицею Гарбарською, де вона стає продовженням вулиці Юліана Дунаєвського. Вона обмежує Старе місто та Планти з півночі. У 1914 році на вулиці побудовано трамвайні колії.
Старіша частина вулиці від Головного залізничного вокзалу до Флоріанської брами датується 13 століттям, інша частина датується 19 століттям. Назва, швидше за все, відноситься до збереженого донині фрагмента міської стіни з розташованими поруч баштами.

## Забудова
На північній стороні вулиці
- вул. Баштова 1–2 (ul. Asnyka 1) – дім Попєлів (Dom Popielów), збудований в 1909–1910 роках, проєктував Вацлав Кшижановський та Józef Pakies.
- вул. Баштова 3 – кам'яниця Попєлів, колись називалася "Палац Попєлів" („Pałac Popielów”), споруджено в 1887р., проєктував Тадеуш Стриєнський. До того будинку Попєли перенесли свою збірку архівно-бібліотечну з палацу Попєлів при ul. św. Jana 20. Штаб-квартира Інституту Австрійського в Кракові (Österreich Institut Krakau).
- вул. Баштова 4 – кам'яниця збудована в 1872р., проєктував Томаш Прилінський, надбудова біля 1930р., проєктував Франциск Мончинський.
- вул. Баштова 5 – кам'яниця збудована біля 1890р., проєктував Томаш Прилінський, перебудована біля 1930р.
- вул. Баштова 6–8 – будівля Towarzystwa Ubezpieczeń „Florianka” збудована в 1886р., проєктував Томаш Прилінський та Тадеуш Стриєнський. Зараз в будинку містяться штаб-квартири: Państwowa Ogólnokształcąca Szkoła Muzyczna II st. im. Fryderyka Chopina також Ogólnokształcąca Szkoła Muzyczna I stopnia im. I.J. Paderewskiego також комплекс з представницькою концертовою залою Музичної академії.
- вул. Баштова 9 (ul. Krowoderska 2–4) – кам'яниця збудована в 1884р., проєктував Томаш Прилінський, в ній міститься штаб-квартира Państwowa Szkoła Muzyczna II Stopnia im. W. Żeleńskiego.
- вул. Баштова 10 (ul. Krowoderska 1) – кам'яниця збудована в 1929р., проєктував Вацлав Кшижановський, будовала фірма Романа Бандурського та Emila Allweila
- вул. Баштова 11 (ul. Długa 1) – Дім під глобусом (Dom „Pod Globusem”), будинок повстав в роках 1904–1906 проєктував Franciszk Mączyński та Tadeusz Stryjeński.
- вул. Баштова 15 (Ринок Клепарський 4) – будинок Фенікс (Budynek Feniksa) споруджено в 1931–1933 роках, проєктував Jerzy Struszkiewicz та Максимільян Бурстін, в часі міжвоєнним було в ньому німецьке консульство.
- вул. Баштова 16 – кам'яниця збудована біля 1852р., проєктував Antoni Stacherski.
- вул. Баштова 17 – кам'яниця збудована в 1877р., проєктував Jacek Matusiński.
- вул. Баштова 18 – кам'яниця збудована в 1880р., проєктував Кароль Заремба.
- вул. Баштова 19 (pl. Matejki 13) – Головна будівля Академії мистецтв (Akademii Sztuk Pięknych), повстала в 1877–1879 роках, проєктував Maciej Moraczewski.
- вул. Баштова 20 – будівля Національного банку Польщі (Narodowego Banku Polskiego), будинок споруджено в 1921–1925 роках, проєктував Teodor Hoffmann та Kazimierz Wyczyński.
- вул. Баштова 22 – будівля Управління Малопольського воєводства (Małopolskiego Urzędu Wojewódzkiego), палац споруджено в 1898–1900 роках, проєктував Альфред Броневський. Перед ним в 1936р. поліція обстріляла страйкуючих працівників Semperit[1]
- вул. Баштова 23 – кам'яниця збудована в 1890р., проєктував Sławomir Odrzywolski.
- вул. Баштова 24 – кам'яниця збудована в 1889–1890 роках, проєктував Sławomir Odrzywolski.
- вул. Баштова 25 (ul. Pawia 2) – Готель Полонія (Hotel Polonia), збудований в 1886–1887 роках, проєктував Славомир Одживольський.

На південній стороні вулиці
- Барбакан

## Галерея забудови
На північній стороні вулиці

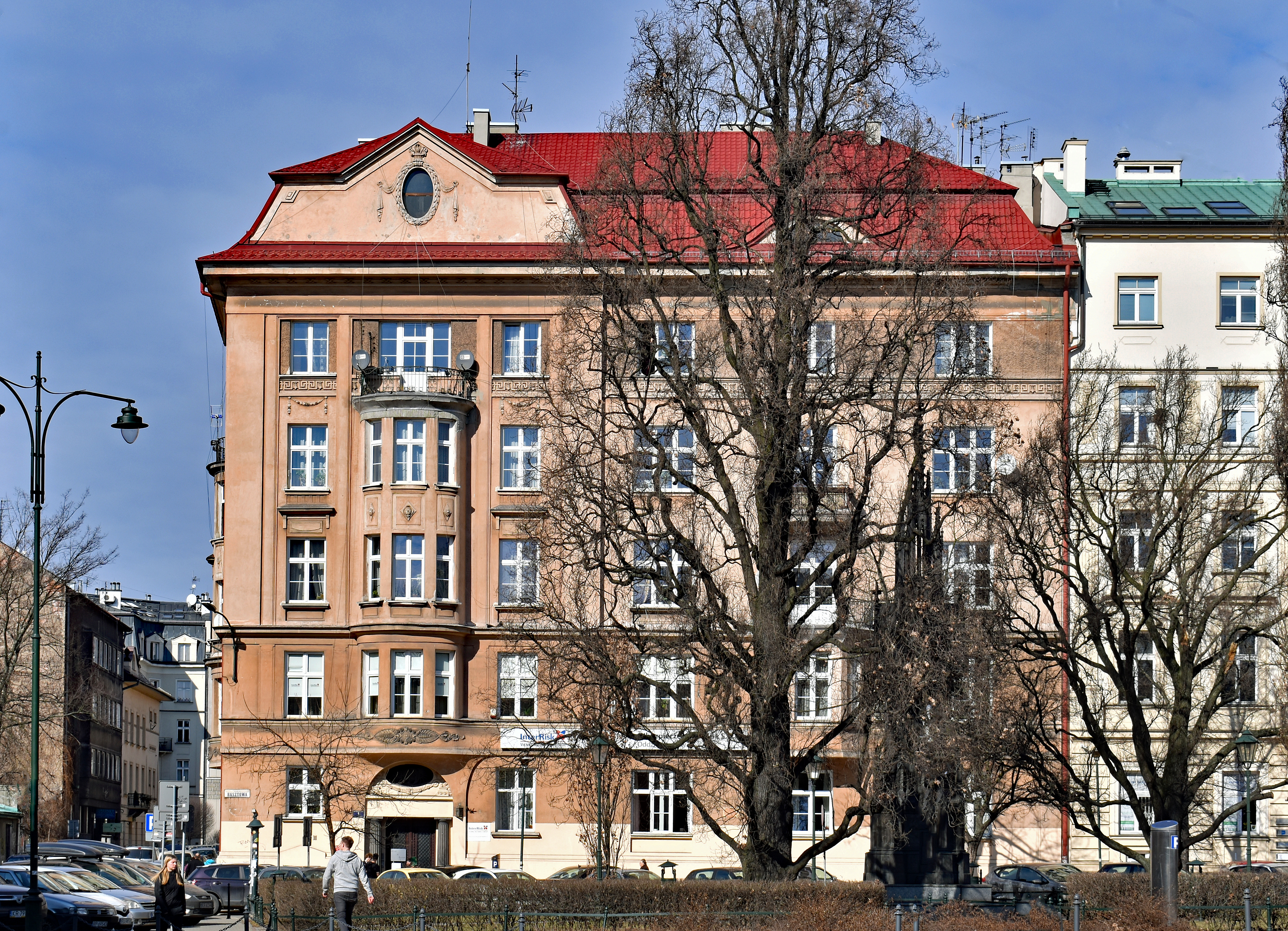
вул. Баштова 1-2 Кам'яниця Попєлів
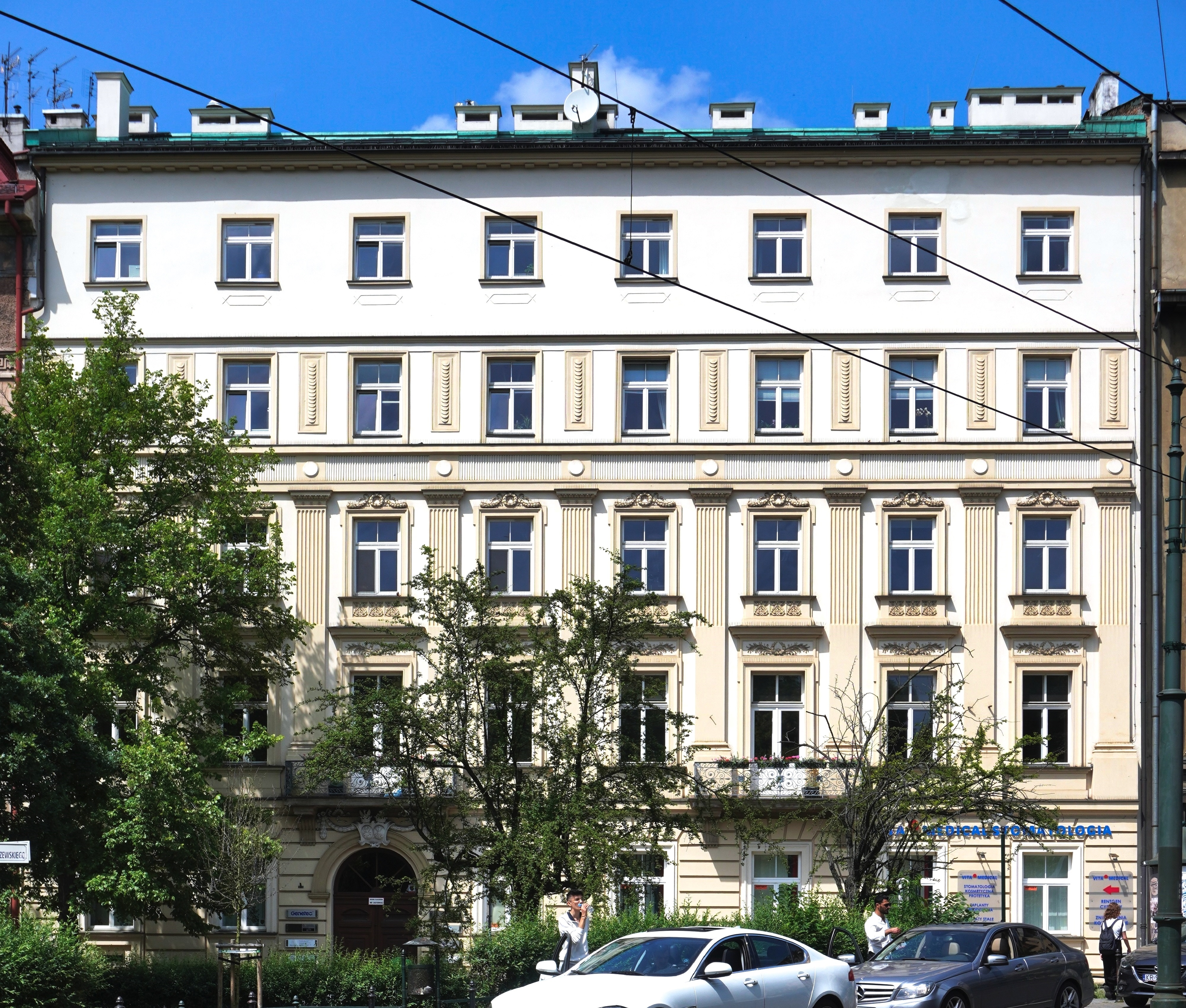
вул. Баштова 3 Кам'яниця (проєкт Тадеуша Стриєнського, 1887–1888)
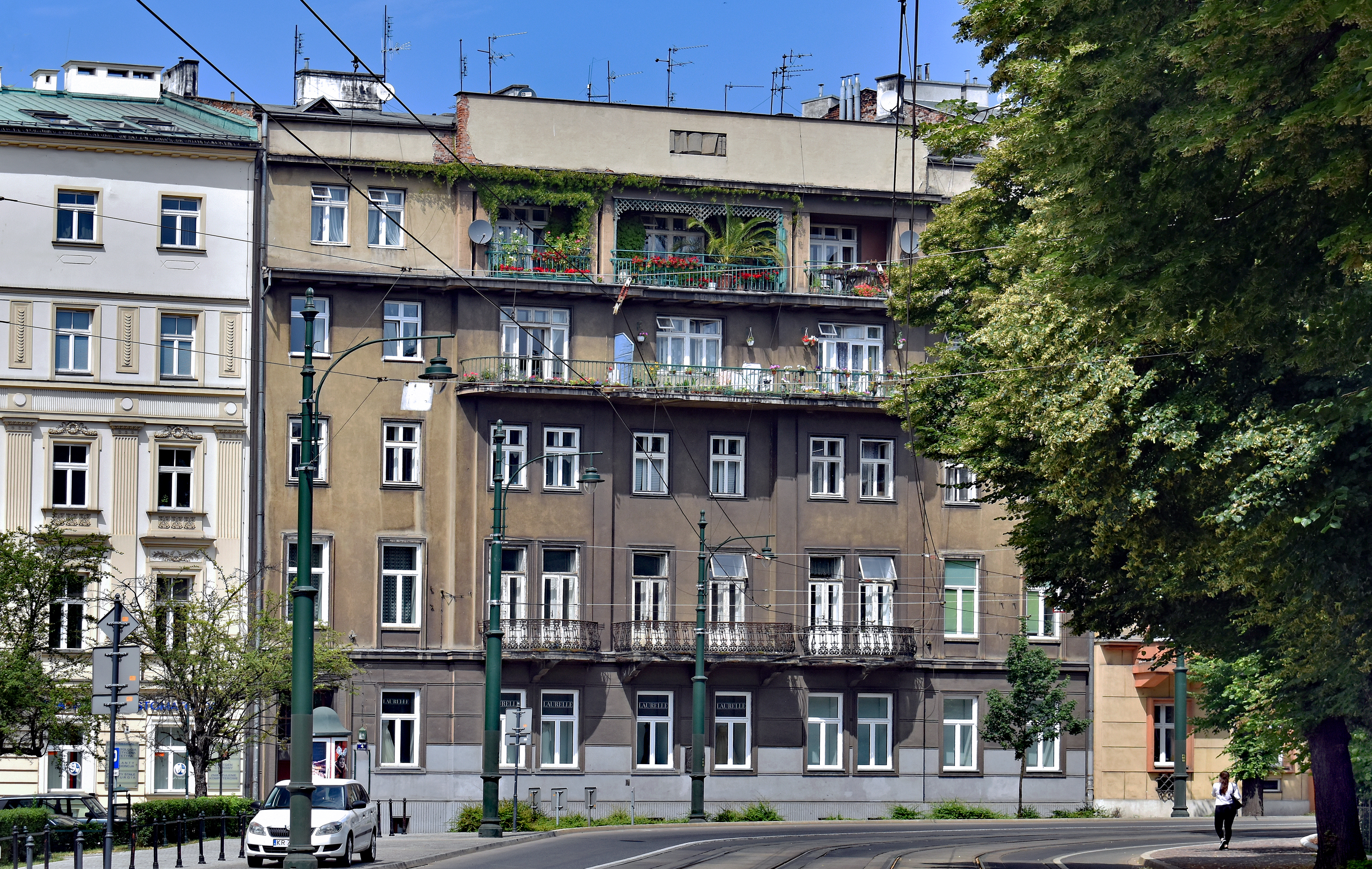
вул. Баштова 4 дохідна кам'яниця
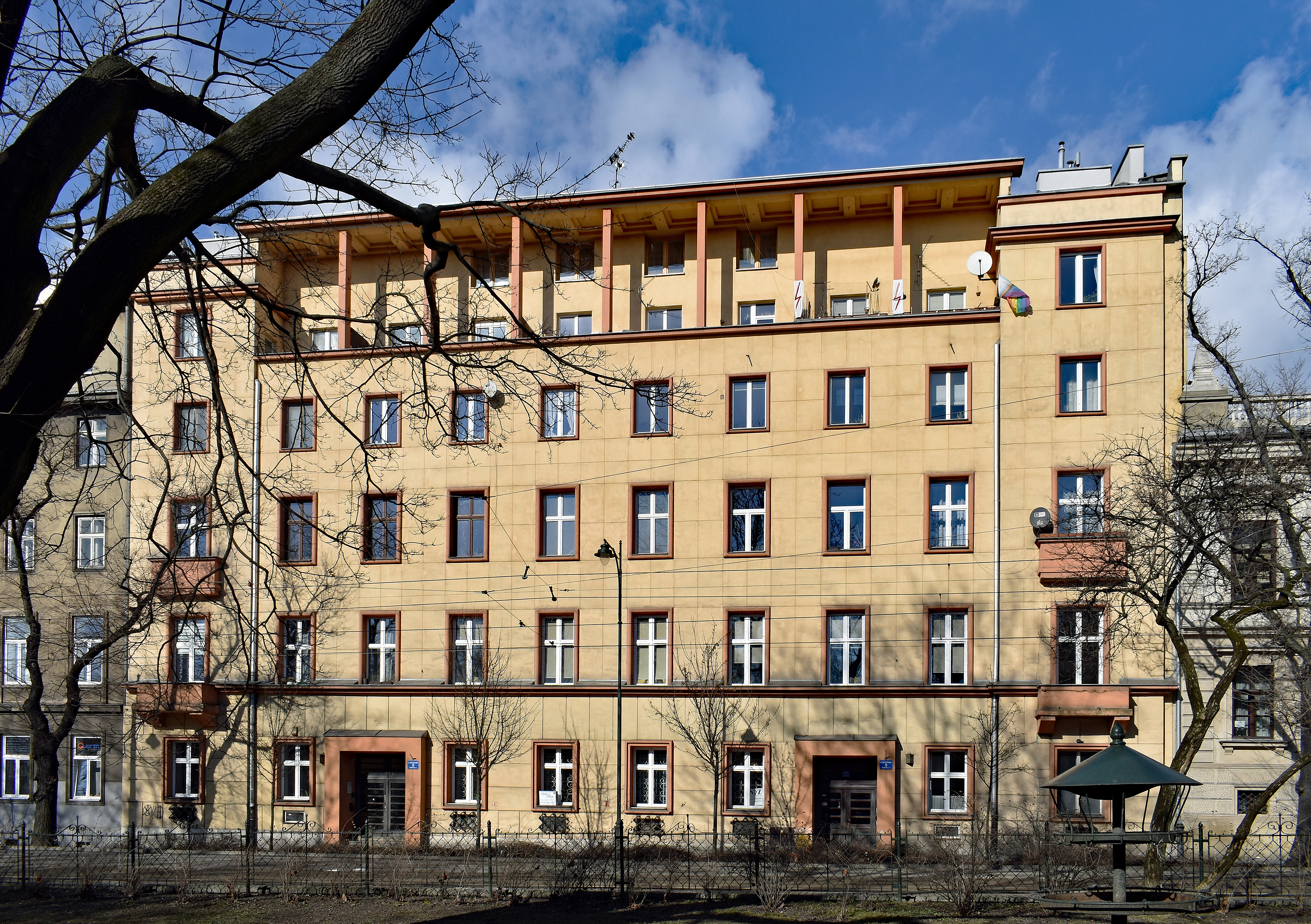
вул. Баштова 5 дохідна кам'яниця
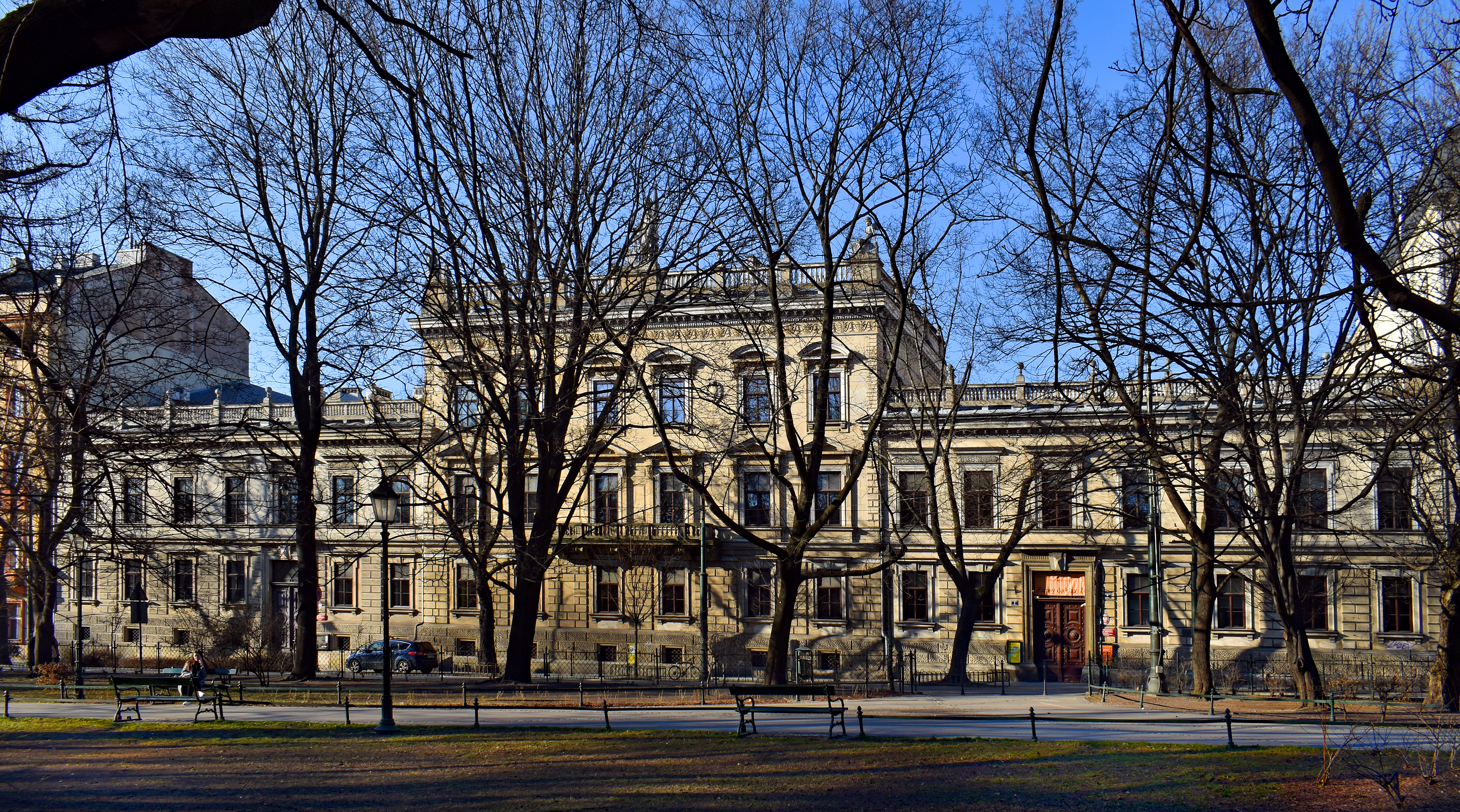
вул. Баштова 6-8 Будинок Флоріанки
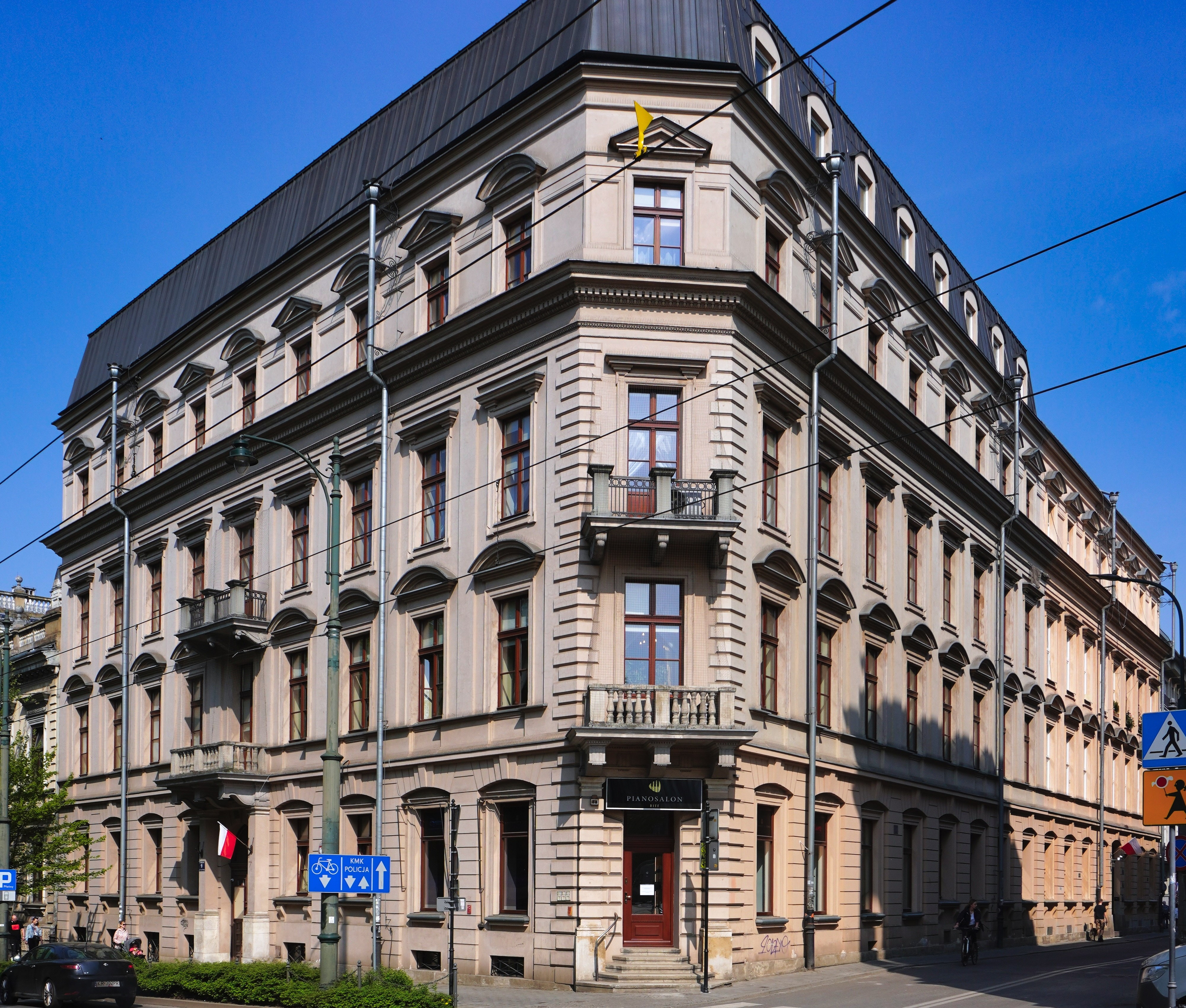
вул. Баштова 9 Кам'яниця (проєкт Томаша Прилінського, 1884 р.)
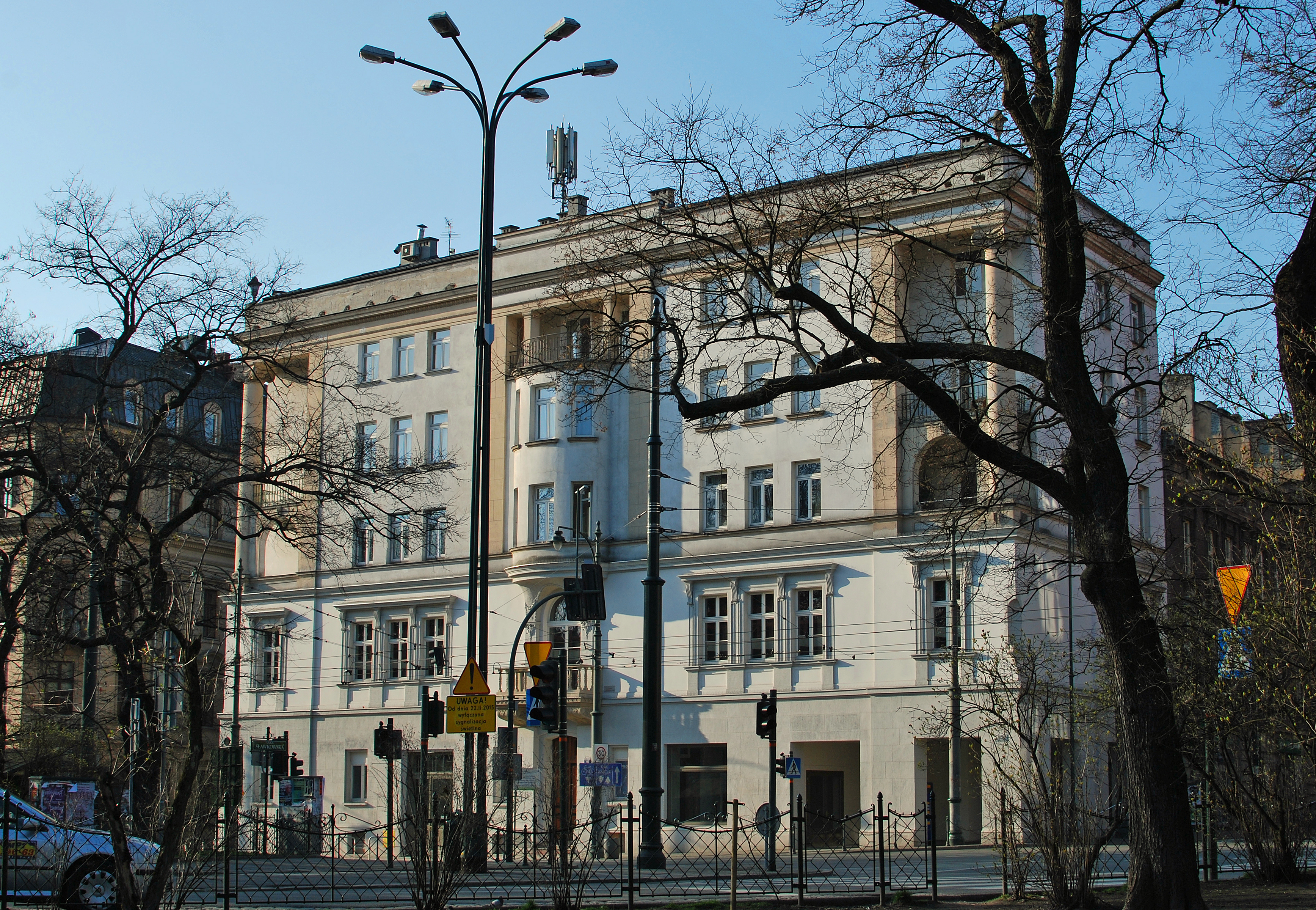
вул. Баштова 10 дохідна кам'яниця
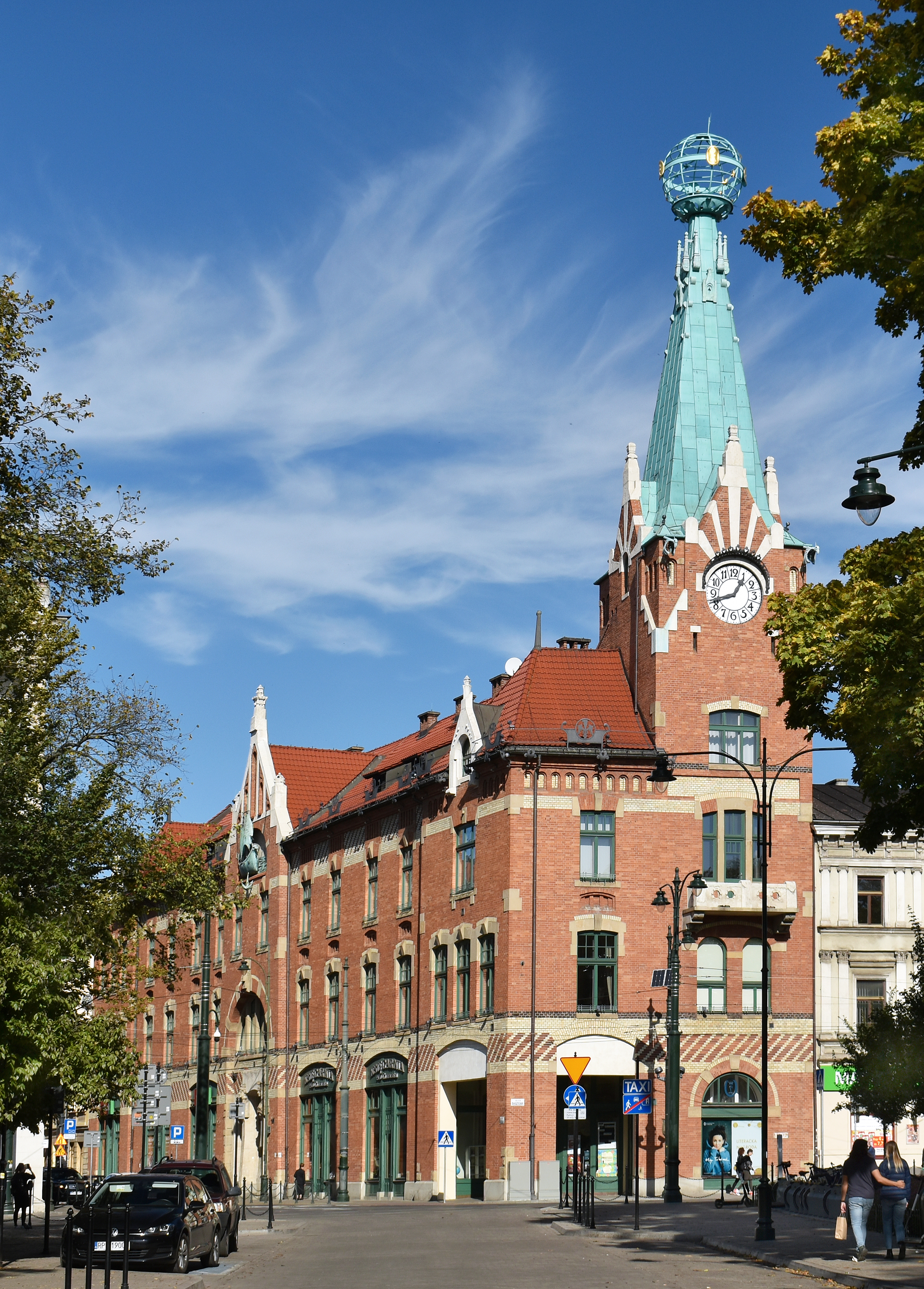
вул. Баштова 11 Будинок під Глобусом
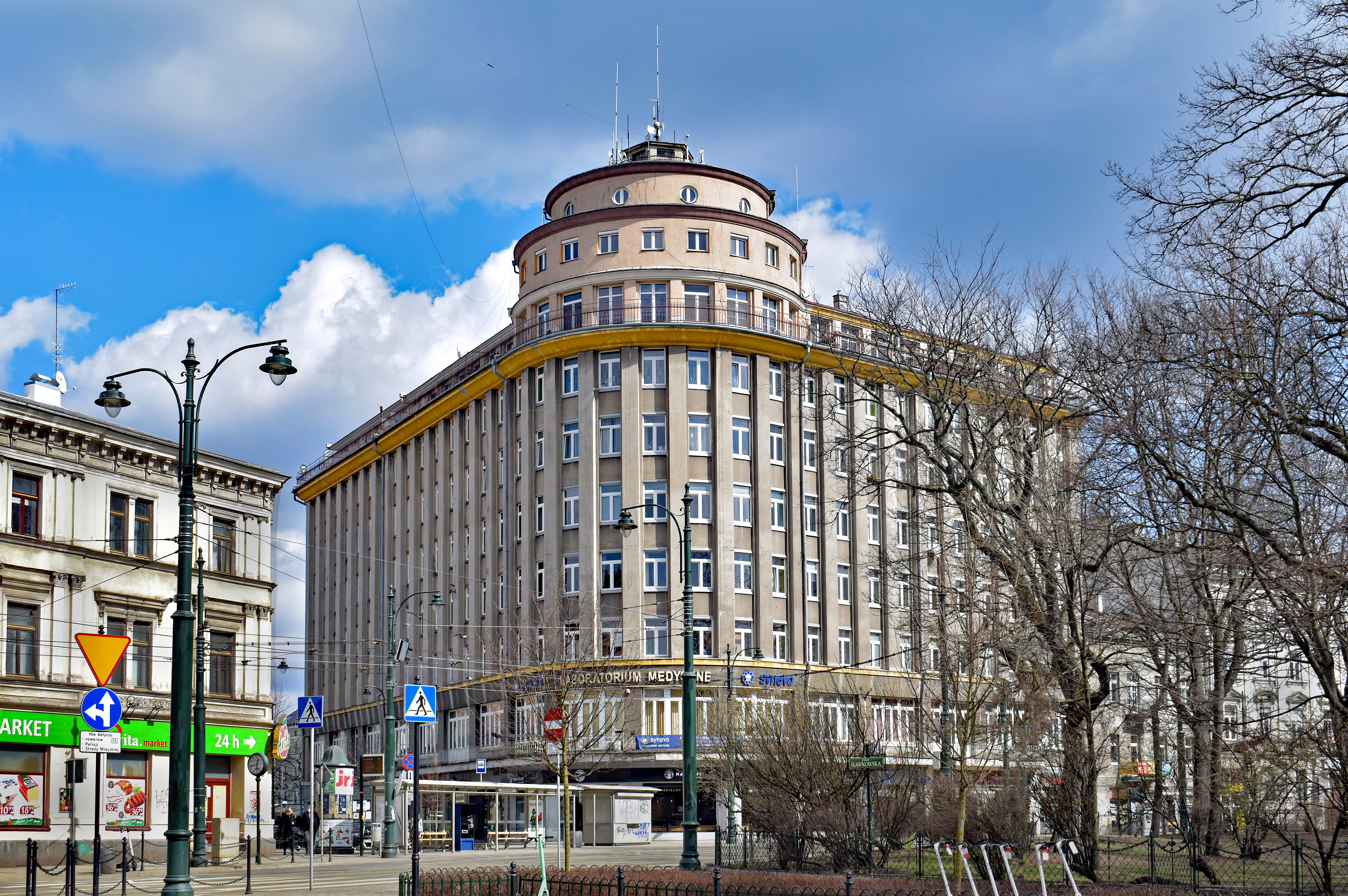
вул. Баштова 15 Будівля Фенікс
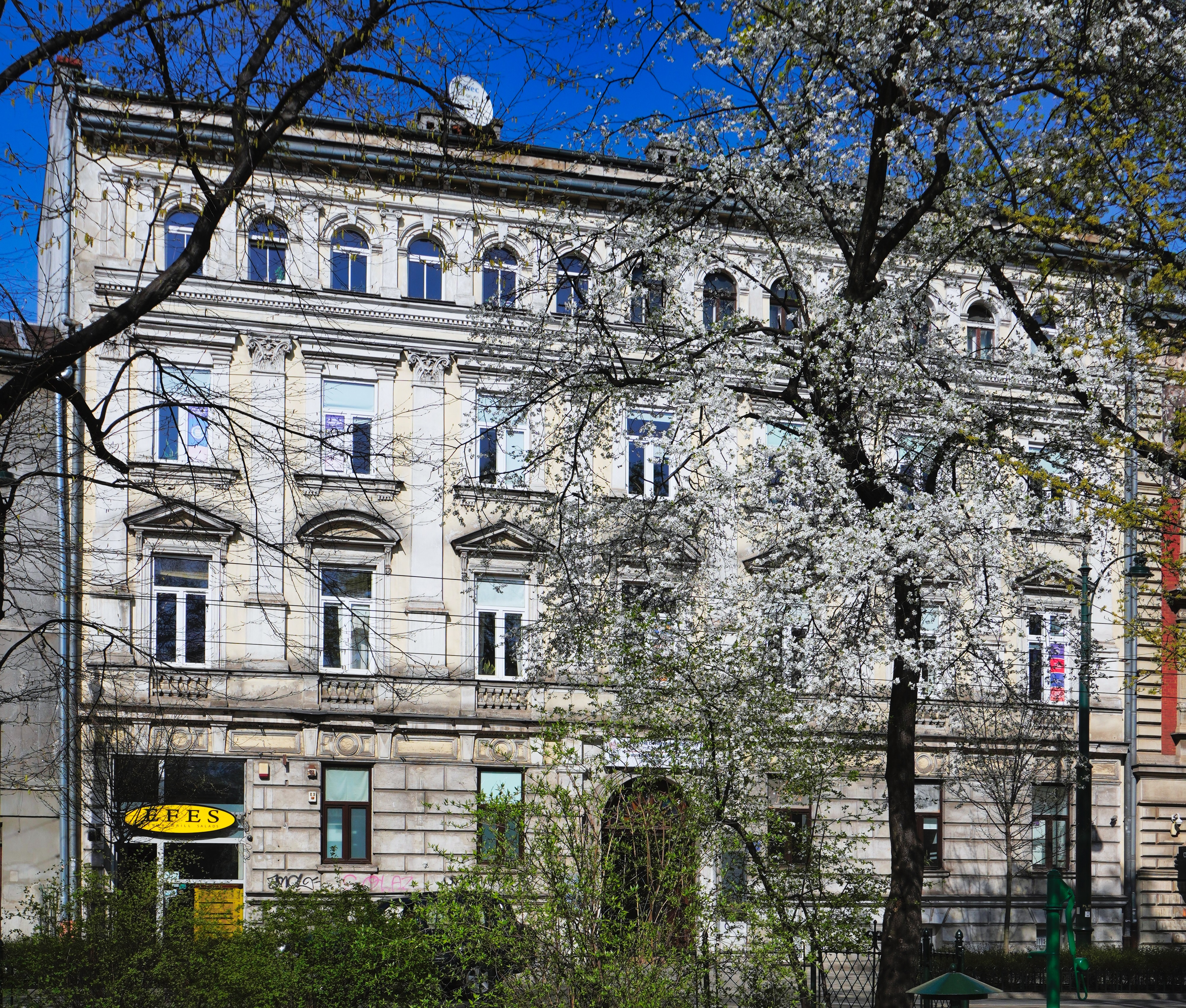
вул. Баштова 17 Кам'яниця (проєкт Яцека Матусінського, 1877 р.)
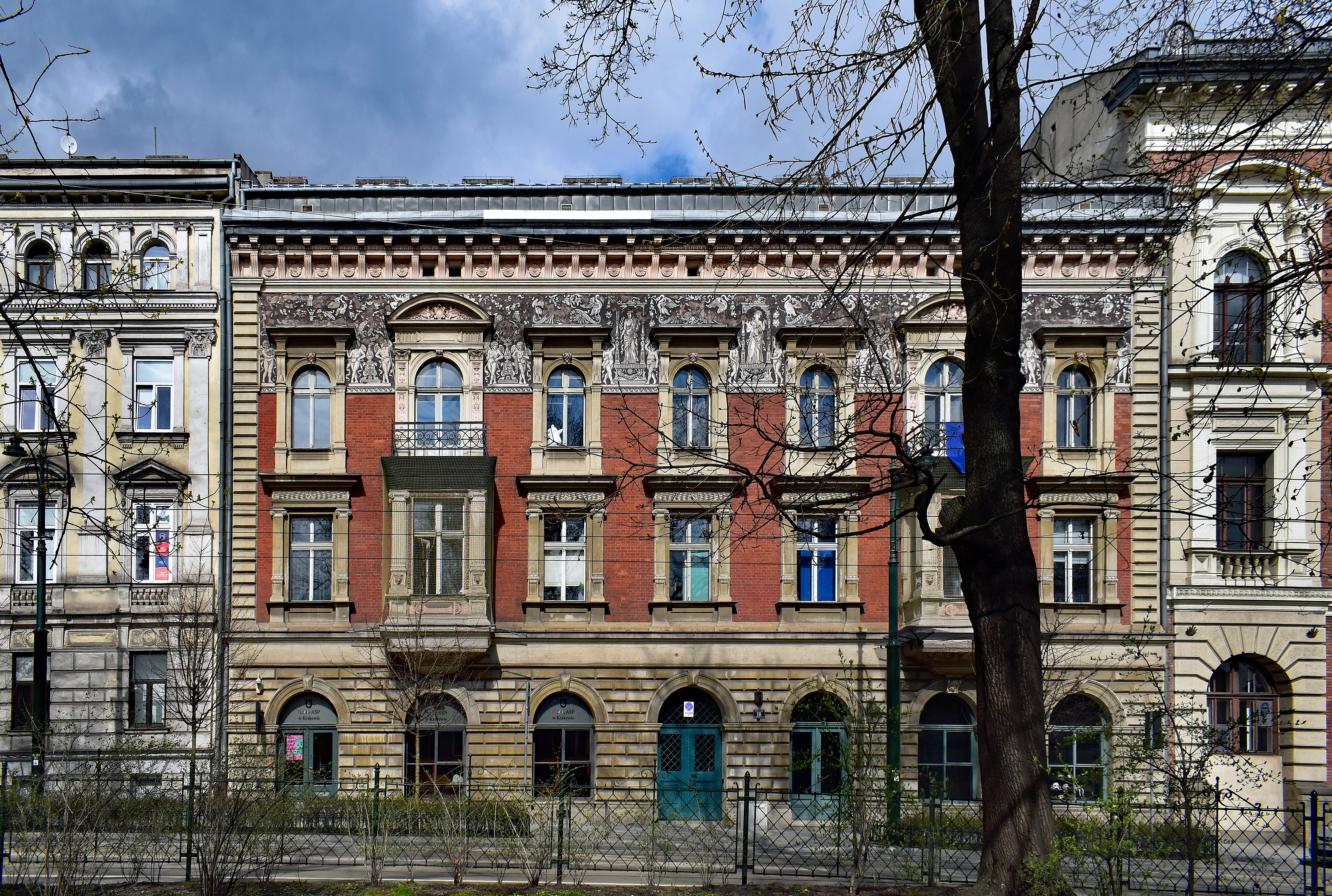
вул. Баштова 18 дохідна кам'яниця
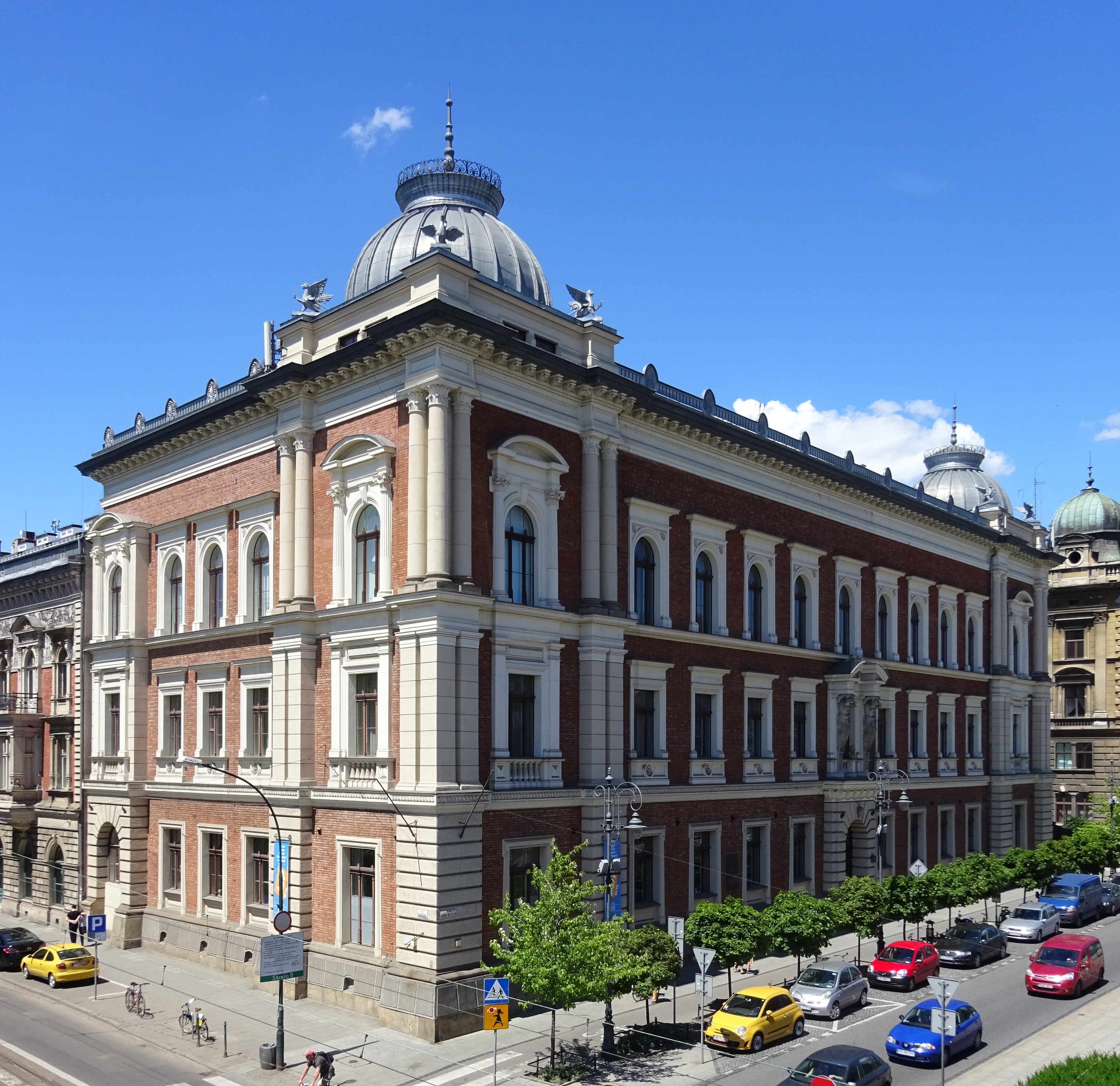
Головний корпус Академії мистецтв
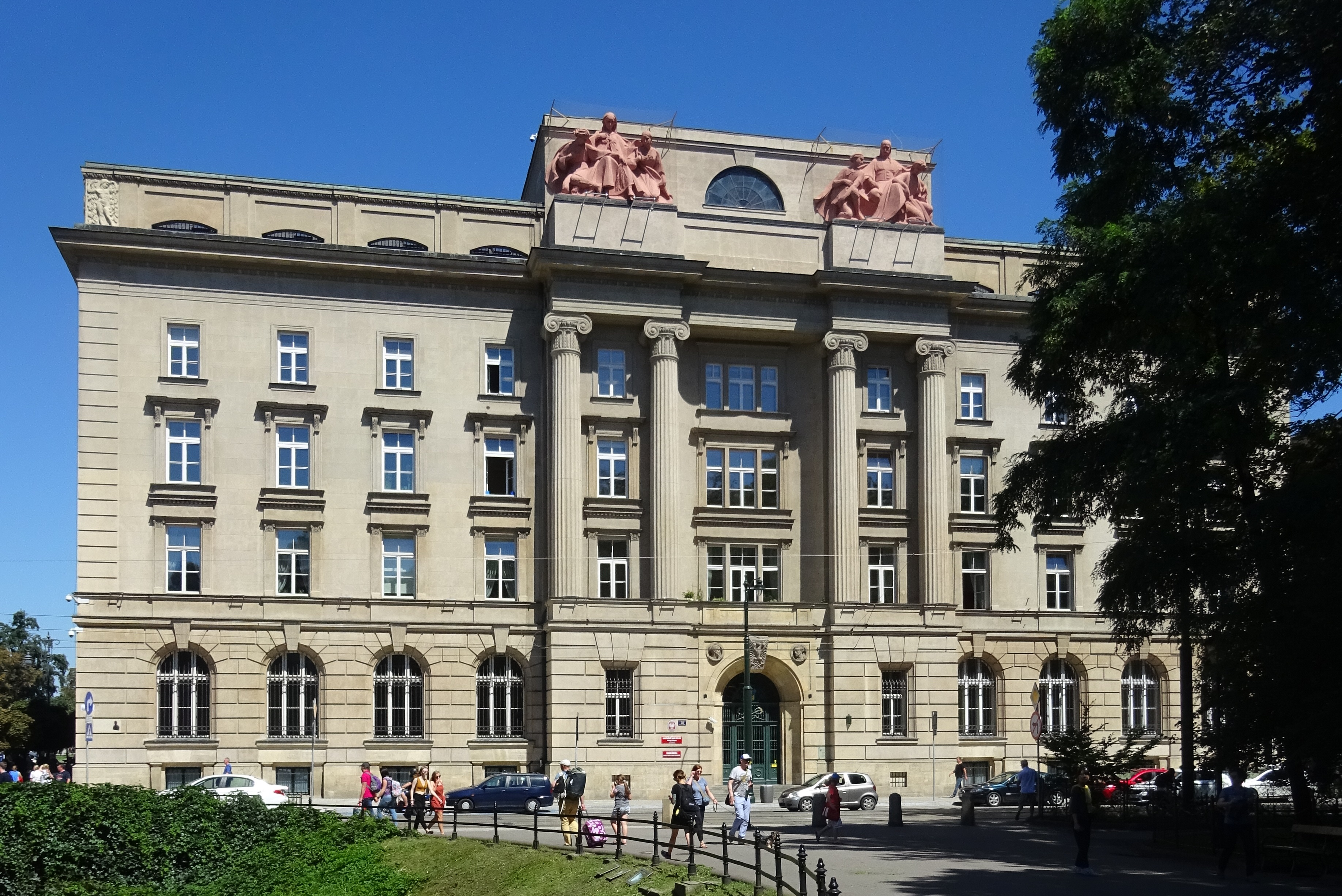
Будівля Національного банку Польщі
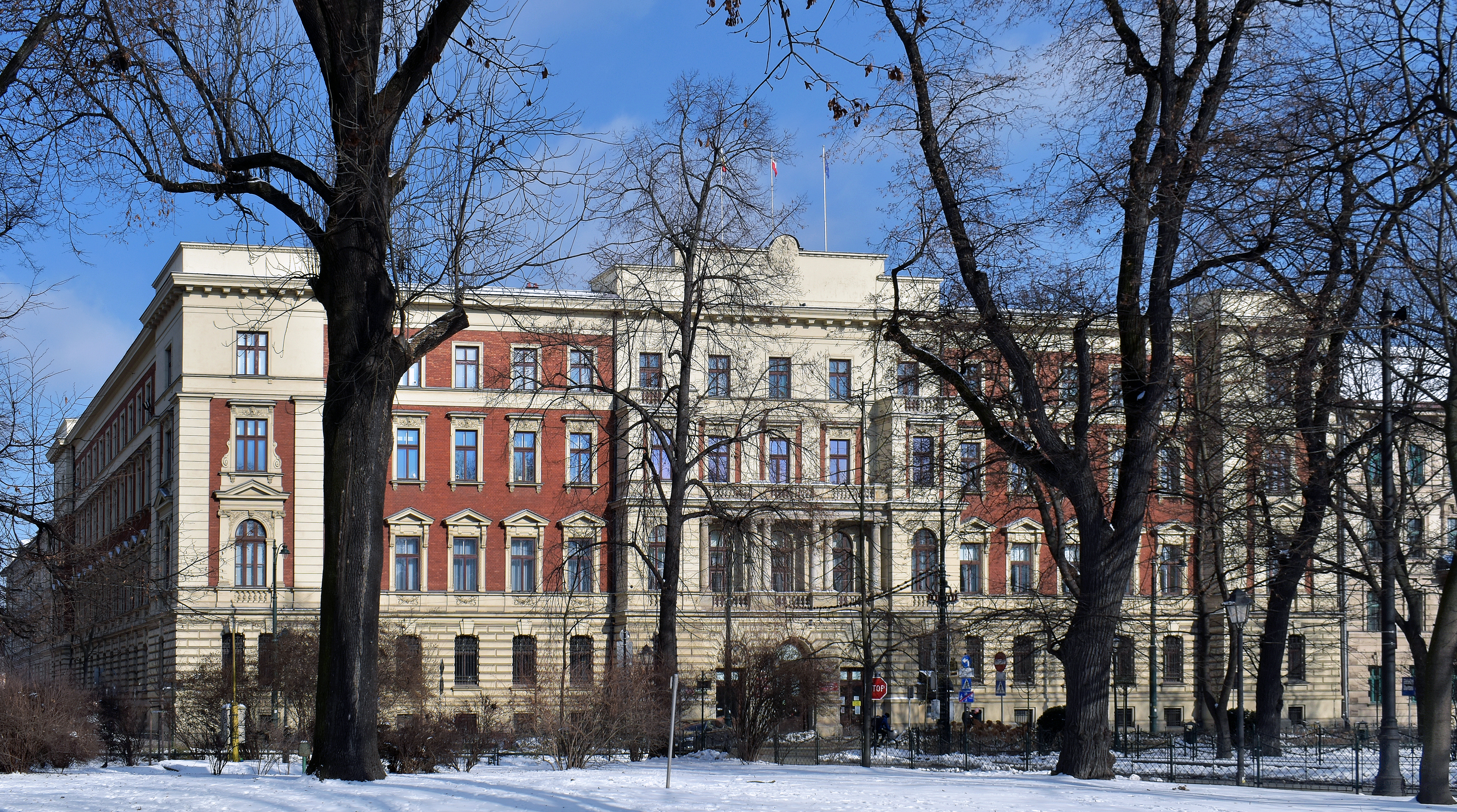
Будинок Управління Малопольського воєводства
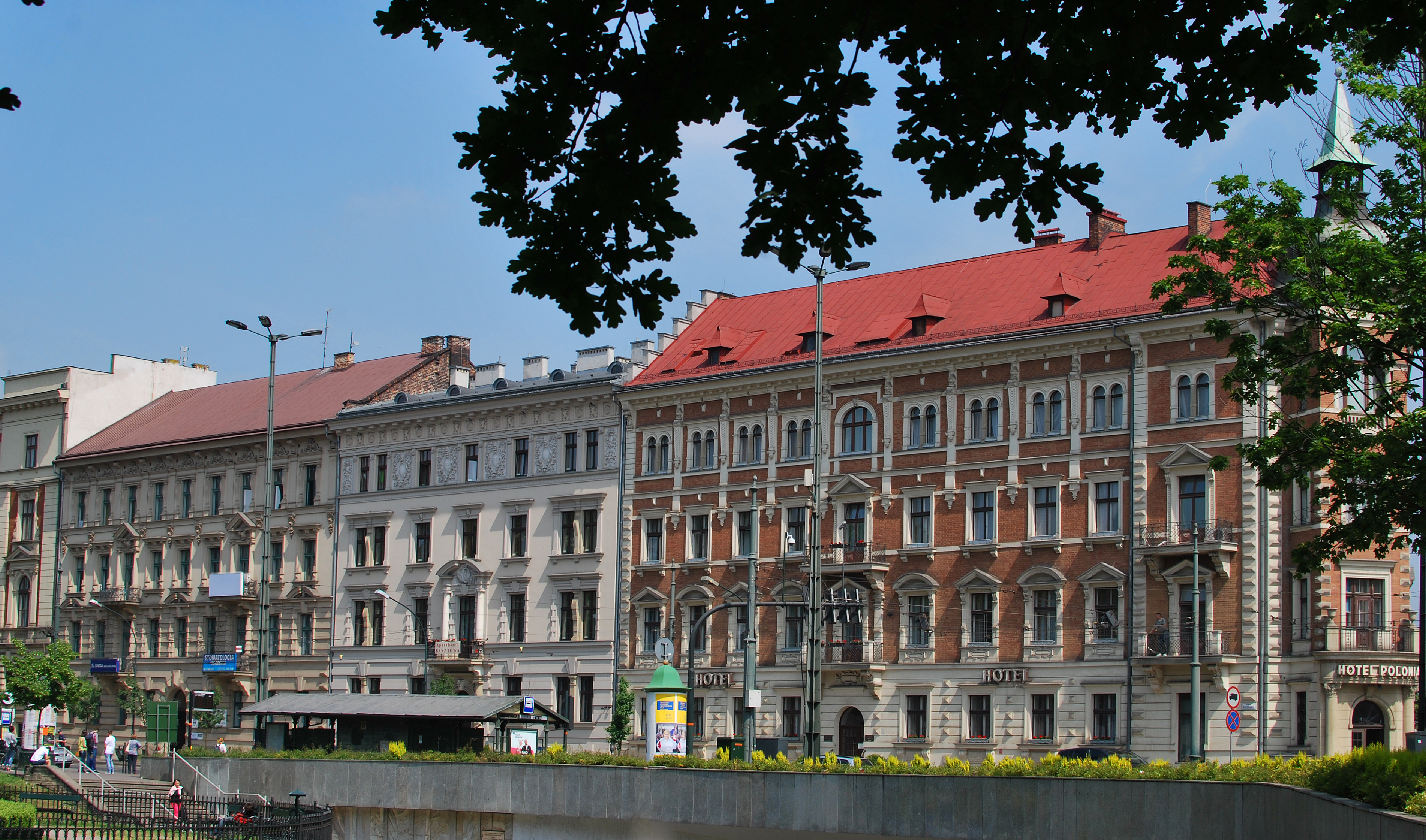
вул. Баштова 23, 24 і 25 Кам'яниці та готель «Полонія».

Південна сторона вулиці: Барбакан і Планти.

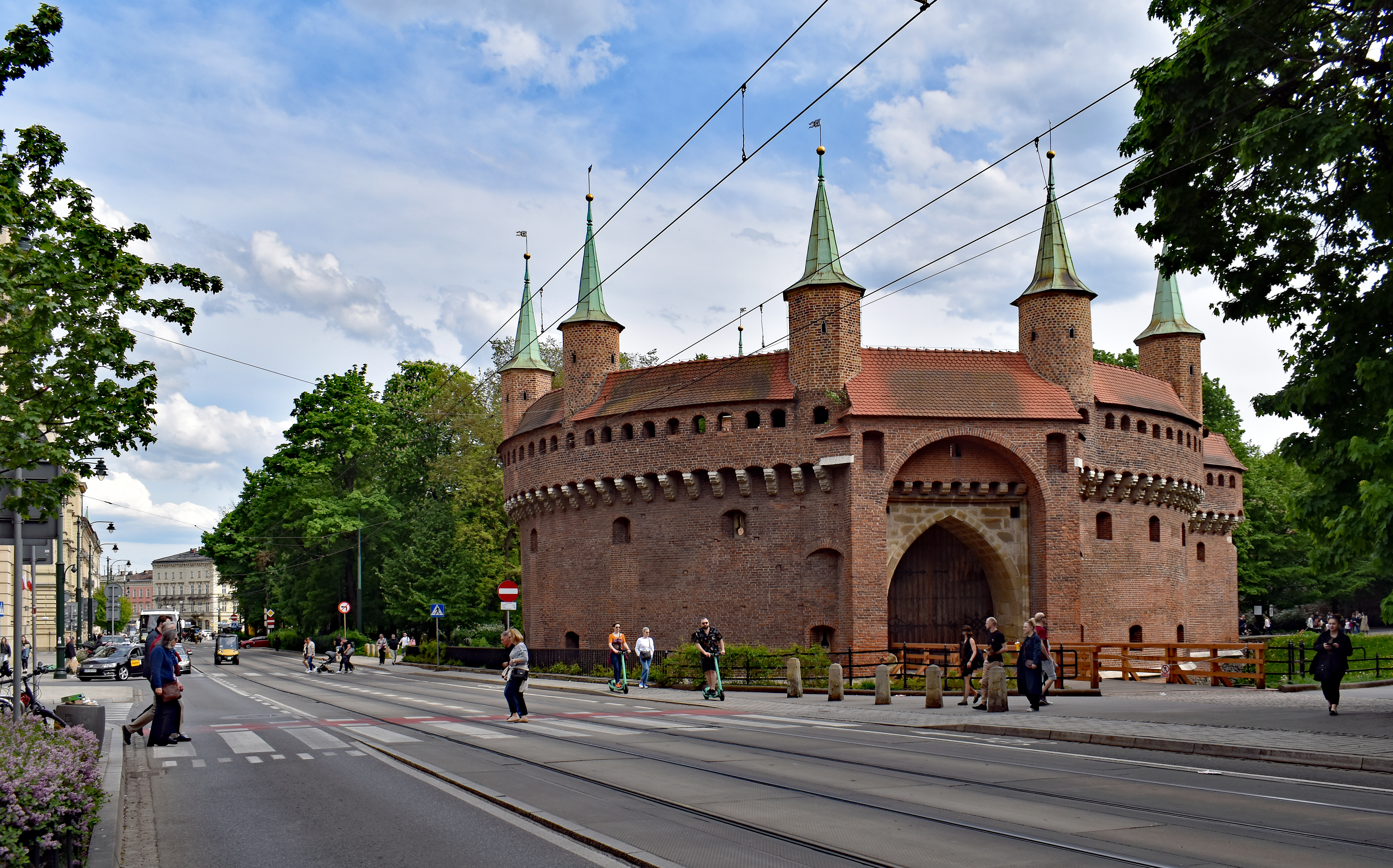
Вид на схід: Барбакан та парк Планти.